# NEW BLOODタッグ王座
NEW BLOODタッグ王座（ニュー・ブラッド・タッグおうざ）は、スターダムが管理、NEW BLOODが認定している王座。

## 概要
2022年12月16日、『FIBREPLEX presents NEW BLOOD 6』新宿住友ホール大会にて王座設立を発表。
2023年3月25日、『FIBREPLEX presents NEW BLOOD Premium』横浜武道館大会にて行われた初代王座決定トーナメント決勝戦で、勝利したスターライト・キッド&KARMA組が初代王者となった。

## ルール
タイトルマッチは20分1本勝負で行われる。
2024年9月10日に王座挑戦資格が設定され、挑戦者組のどちらか1人は「デビュー3年以内または20歳未満の選手」であることが条件となった。

## 歴代王者
| 歴代  | 王者                 | 王者       | 戴冠回数 | 防衛回数 | 獲得日         | 獲得場所 備考（対戦相手）                                    |
| ----- | -------------------- | ---------- | -------- | -------- | -------------- | ------------------------------------------------------------ |
| 初代  | スターライト・キッド | KARMA      | 1        | 2        | 2023年03月25日 | 横浜武道館 （MIRAI&稲葉ともか）                              |
| 第2代 | 羽南                 | 飯田沙耶   | 1        | 4        | 2023年09月29日 | 品川インターシティホール 3WAYバトル（もう1組はAZM&天咲光由） |
| 第3代 | 吏南                 | 稲葉あずさ | 1        | 2        | 2024年07月23日 | 後楽園ホール                                                 |
| 第4代 | 月山和香             | HANAKO     | 1        | 4        | 2024年12月26日 | ニューピアホール                                             |